# Moana Pasifika
Moana Pasifika es un equipo de rugby union integrado por jugadores de varias naciones insulares del Pacífico occidental, incluidas Fiyi, Samoa, Tonga y las Islas Cook, organizado por New Zealand Rugby (NZR), que compite en el Super Rugby. El equipo se creó originalmente para disputar un único partido al final de la temporada de rugby de Nueva Zelanda 2020 contra los Māori All Blacks, con la intención futura de intentar unirse a la competencia Super Rugby. El 14 de abril de 2021, la NZR confirmó que al equipo se le había otorgado una licencia condicional para unirse a la competencia de Super Rugby.
El 12 de julio de 2021, al equipo se le otorgó una licencia incondicional, confirmándolos para la temporada 2022 de Super Rugby.

## Historia
El 24 de noviembre de 2020, el entrenador de Moana Pasifika, Tana Umaga, formó un equipo de 26 hombres para disputar un partido contra los Māori All Blacks, el 5 de diciembre de 2020. El equipo estaba formado por jugadores de Nueva Zelanda que eran internacionales o jugadores de seven de alguno de los equipos del Pacífico o identificados con una región del Pacífico. El 5 de diciembre de 2020, el equipo jugó su primer partido contra los Māori All Blacks en el estadio de Waikato, capitaneado por el internacional samoano Michael Ala'alatoa, nacido en Sídney, perdiendo 28-21.

## Súper Rugby
La temporada de Super Rugby 2020 se vio afectada por la pandemia de COVID-19, razón por la cual quedó suspendida la participación de los equipos sudafricanos (Bulls, Lions, Sharks y Stormers) así como los Jaguares argentinos y los Sunwolves japoneses.
La temporada de Super Rugby 2021, aún afectada por la pandemia de COVID-19, se jugó en dos torneos regionalizados con los cinco equipos de Super Rugby de Nueva Zelanda y los cuatro equipos de Super Rugby de Australia, a los cuales se agregó Western Force, que había sido excluido del torneo dos años antes. 
A partir de 2022, la organización diseñó un nuevo torneo de doce equipos, incorporándose Moana Pasifika y Fijian Drua. En marzo de 2021, la Unión de Rugby de Nueva Zelanda acordó compartir los ingresos por transmisión con Moana Pasifika y Fijian Drua, y la World Rugby anunció que daría apoyo financiero para impulsar el rugby de las Islas del Pacífico a nivel internacional. El 14 de abril de 2021, la Unión de Rugby de Nueva Zelanda otorgó a ambos equipos licencias condicionales para unirse al Super Rugby en 2022.
El 12 de julio de 2021, Moana Pasifika obtuvo una licencia incondicional para la temporada 2022 de Super Rugby, que fue luego ampliada para la temporada 2023. Moana Pasifika estableció su sede en Nueva Zelanda, el sur de Auckland, y jugará sus partidos en el Mount Smart Stadium hasta 2028. El 30 de septiembre de 2021, el ex All Blacks, Aaron Mauger, fue contratado como primer entrenador del equipo. El 2 de febrero de 2022, Sekope Kepu fue nombrado capitán.

## Plantilla inicial

### Jugadores
La plantilla inicial de Moana Pasifika estuvo integrada del siguiente modo:
| Pilares - Joe Apikotoa - Chris Apoua - Sekope Kepu (c) - Tau Koloamatangi - Ezekiel Lindenmuth - Isi Tu'ungafasi Hookers - Sam Moli - Ray Niuia - Luteru Tolai Segunda línea - Don Lolo - Mike McKee - Alex McRobbie - Veikoso Poloniati | Tercera línea - Penitoa Finau - Solomone Funaki - Lotu Inisi - Jack Lam - Alamanda Motuga - Sam Slade - Henry Stowers - Sione Tuipulotu Medio scrums - Ere Enari - Manu Paea - Jonathan Taumateine Aperturas - William Havili - Christian Lealiifano - Lincoln McClutchie | Centros - Levi Aumua - Fine Inisi - Solomone Kata - Henry Taefu - Danny Toala Wings y fullbacks - Tomasi Alosio - Tima Fainga'anuku - Neria Fomai - Timoci Tavatavanawai - Anzelo Tuitavuki - Lolagi Visinia |
| | | |
| (c) capitán del equipo, Negrita indica jugadores con partidos internacionales, DEV indica un jugador de equipo en desarrollo, ST indica un contrato de corto plazo, indica un jugador lesionado.                                         | | |

### Equipo técnico
| Name          | Cargo                          |
| ------------- | ------------------------------ |
| Aaron Mauger  | Director técnico               |
| Filo Tiatia   | Asistente del director técnico |
| Dale MacLeod  | Director técnico de la defensa |
| Pauliasi Manu | Director técnico del scrum     |